# Showbiz
Cuvântul showbiz, pronunțat [ pron. șoŭbiz ], este prescurtarea relativ recentă a expresiei engleze "show business", care înseamnă industria și afacerile din domeniile divertisment, agrement și recreație, mai ales în SUA. Inițial ea se folosea în jargonul profesional respectiv, dar între timp expresia s-a răspândit în întreaga lume, în special datorită mediilor de presă, radio și TV.

## Detalii
De obicei showbiz se referă la companiile de impresariat artistic, de agenți, manageri, de producție sau de distribuție din domeniul menționat mai sus. Poate să includă și artiștii implicați în toate genurile de spectacole de cinema, televiziune, teatru sau muzică.
Această "lume" aparte s-a dezvoltat în mod deosebit în următoarele orașe și locuri:
- Los Angeles și Hollywood, SUA, pentru industria cinematografică, cu toate starurile (stelele) și steluțele ei;
- Bulevardul Broadway din New York, cu toate teatrele și scenele sale folosite în special pentru genul "musical", care în ultima vreme s-a dezvoltat foarte mult și în Londra;
- Las Vegas, SUA, renumit pentru spectacole în cluburi și cazinouri de jocuri de noroc;
- Paris, care se distinge prin ofertele bogate de spectacole de "chansons" și prin viața sa de noapte;
- Moscova și Beijing pentru arta înaltă a spectacolelor lor de circ.

Companiile de showbiz au de obicei o structură clară, strictă, ele urmărind doar realizarea de profituri cât mai mari. Pentru capitalul investit sau împrumutat, creditorii lor cer și ei la rândul lor dividende sau dobânzi înalte. Companiile încearcă întotdeauna să ia sub contract exclusiv pe cei mai buni artiști din lume cu scopul de a influența pozitiv pe criticii și comentatorii de artă, astfel atrăgând și mai mult public la spectacole respective, în speranța măririi și mai mult a profiturilor. 
Una din consecințele acestei situații este punerea accentului pe repetarea spectacolelor de succes, cu artiști și numere deja cunoscute, dar din păcate mai puțin pe elementele noi și ingenioase.

## Personalități
Exemple de personalități de renume internațional din domeniul showbiz: 
- Stele de cinema: Charles Chaplin, John Wayne, Katharine Hepburn, Marilyn Monroe.
- Cântăreți: Frank Sinatra, Dean Martin, Michael Jackson, Liza Minnelli, Madonna.
- Formații musicale: The Beatles, The Rolling Stones și multe, multe altele.
- Alte genuri: artiști de divertisment (ca de exemplu David Copperfield), artiști de cabaret, varieté, circ, spectacole de revistă muzicală (în franceză: "revue") și multe altele.

Deseori artiștii iubiți de public pleacă în turnee, inclusiv și peste granițe, sau apar la diverse emisiuni de TV, mărindu-și astfel și mai mult popularitatea, ceea ce stimulează și vânzarea CD-urilor lor etc.

## Istorie
Industria și afacerile din showbiz au deja o mare tradiție. În Franța primele spectacole de revistă (revue) au apărut încă de prin 1830. În Germania de vest showbiz-ul s-a dezvoltat începând din anii 1950, sub influența trupelor americane staționate aici după război. El s-a reflectat în viața de zi cu zi în numeroase forme: filme făcute la Hollywood, articole în presă despre staruri (în special americane), presa de bulevard, posturile de radio, ceva mai târziu și posturile de televiziune, care toate împreună au dus la dorința publicului de a-i vedea pe artiști și în spectacole "live". Tot așa au apărut și schlagerele germane, ca de exemplu cele ale cântăreței Caterina Valente și ale lui Peter Alexander.
Trendul acesta a ajuns și la sportivi de renume, care încearcă să facă profit și din eventualul lor talent muzical. Ca un exemplu, campionul mondial la box Max Schmeling, prin anii 1930.
Prin anii 1980 genul "muzical" a cunoscut un nou avânt. Câteva muzicaluri au avut un succes enorm, cucerind întreg globul. Pentru unele muzicaluri chiar au fost construite săli noi de spectacole, speciale.